# Wytyczne techniczne K-3.2
Wytyczne techniczne K-3.2 – zbiór zasad technicznych dotyczących wykonywania prac geodezyjnych w Polsce związanych ze sporządzaniem map inżynieryjno-gospodarczych zakładów przemysłowych metodą stereofotogrametryczną na podstawie zdjęć lotniczych, wprowadzony zaleceniem Dyrektora Biura Rozwoju Nauki i Techniki Głównego Urzędu Geodezji i Kartografii Stanisława Różanka z 11 lutego 1981 do stosowania wytycznych K-3.2 "Sporządzanie map inżynieryjno-gospodarczych zakładów przemysłowych metodą stereofotogrametryczną". Jedynym wydaniem jest wydanie pierwsze z 1981 roku. Wytyczne stanowią uzupełnienie instrukcji technicznej K-3 będącej do 8 czerwca 2012 standardem technicznym w geodezji.
Wytyczne zostały opracowane w Instytucie Geodezji i Kartografii przez zespół w składzie: Grażyna Skalska i Andrzej Wolniewicz zgodnie z zaleceniami Biura Rozwoju Nauki i Techniki GUGiK, reprezentowanego przez Edwarda Jarosińskiego i Stanisława Czrneckiego w celu ujednolicenia sposobu pomiaru, stworzenia racjonalnych warunków sporządzenia map zakładów przemysłowych i dalszego ich wykorzystywania przy sporządzaniu i aktualizacji mapy zasadniczej.
Wytyczne mają charakter wskazówek technologicznych ułożonych zgodnie z procesem tworzenia map:
1. analiza istniejących materiałów geodezyjno-kartograficznych
2. osnowa pomiarowa
3. fotogrametryczna sygnalizacja punktów i zdjęcia lotnicze
4. uczytelnienie zdjęć i pomiar uzupełniający
5. aerotriangulacja
6. sporządzenie pierworysu mapy

uzupełnionych definicjami m.in.:
- mapy inżynieryjno-gospodarczej zakładów przemysłowych – mapa sytuacyjno-wysokościowa w skali 1:500
- mapy zakładu przemysłowego – pochodna mapy 1:500 w skali mniejszej lub większej
- treści mapy – zgodnie z instrukcją K-1 uzupełnioną, w zależności od rodzaju obiektu, o treść związaną z zagospodarowaniem terenu
- średniego błędu numerycznego położenia szczegółów sytuacyjnych – 0,10 m dla I grupy i 0,30 m dla pozostałych

Według wytycznych metryka mapy powinna być zgodna z instrukcją O-2, a prace geodezyjne prowadzone zgodnie z instrukcją G-3.